# موزه ملی بوسنی و هرزگوین
موزه ملی بوسنی و هرزگوین 
(به بوسنیایی: Zemaljski Muzej Bosne i Hercegovine) (به صربی: Земаљски музеј Босне и Херцеговине) در مرکز سارایوو پایتخت بوسنی و هرزگوین قرار دارد.

این بنا در سال ۱۸۸۸ میلادی ساخته شده که البته عده‌ای گمان می‌کنند که در حدود ۱۸۵۰ میلادی ساخته شده باشد. در سال ۱۹۱۳ میلادی توسط معمار اهل جمهوری چک، کارل پاریک گسترش یافت. کسی که یک ساختار چهار خانه تابستانی متقارن پاویون با نمایی در سبک معماری نئورونسانس طراحی کرده بود. چهار خانه تابستانی شامل بخش‌های باستان‌شناسی، مردم‌شناسی، تاریخ طبیعی، و یک کتابخانه است. پس از چندین سال تعطیلی به علت خسارت‌های سنگین در جنگ بوسنی، موزه دوباره با راه‌اندازی نمایشگاهی جدید گشایش یافت.

موزه یک نهاد علمی و فرهنگی است که طیف گسترده‌ای از باستان‌شناسی، نژادشناسی، جغرافیا، تاریخ و تاریخ طبیعی را پوشش می‌دهد. کتابخانه این موزه ۱۶۲٬۰۰۰ جلد اثر دارد.

در ۴ اکتبر ۲۰۱۲، پس از گدشت ۱۲۴ سال از فعالیت نهاد، درهایش به علت اختلافات جاری در مورد کمک‌های مالی بسته شد. در سپتامبر ۲۰۱۵ با کمک مالی سفارت ایالات متحده آمریکا دوباره درهای موزه به روی عموم گشوده شد.

## نگارخانه

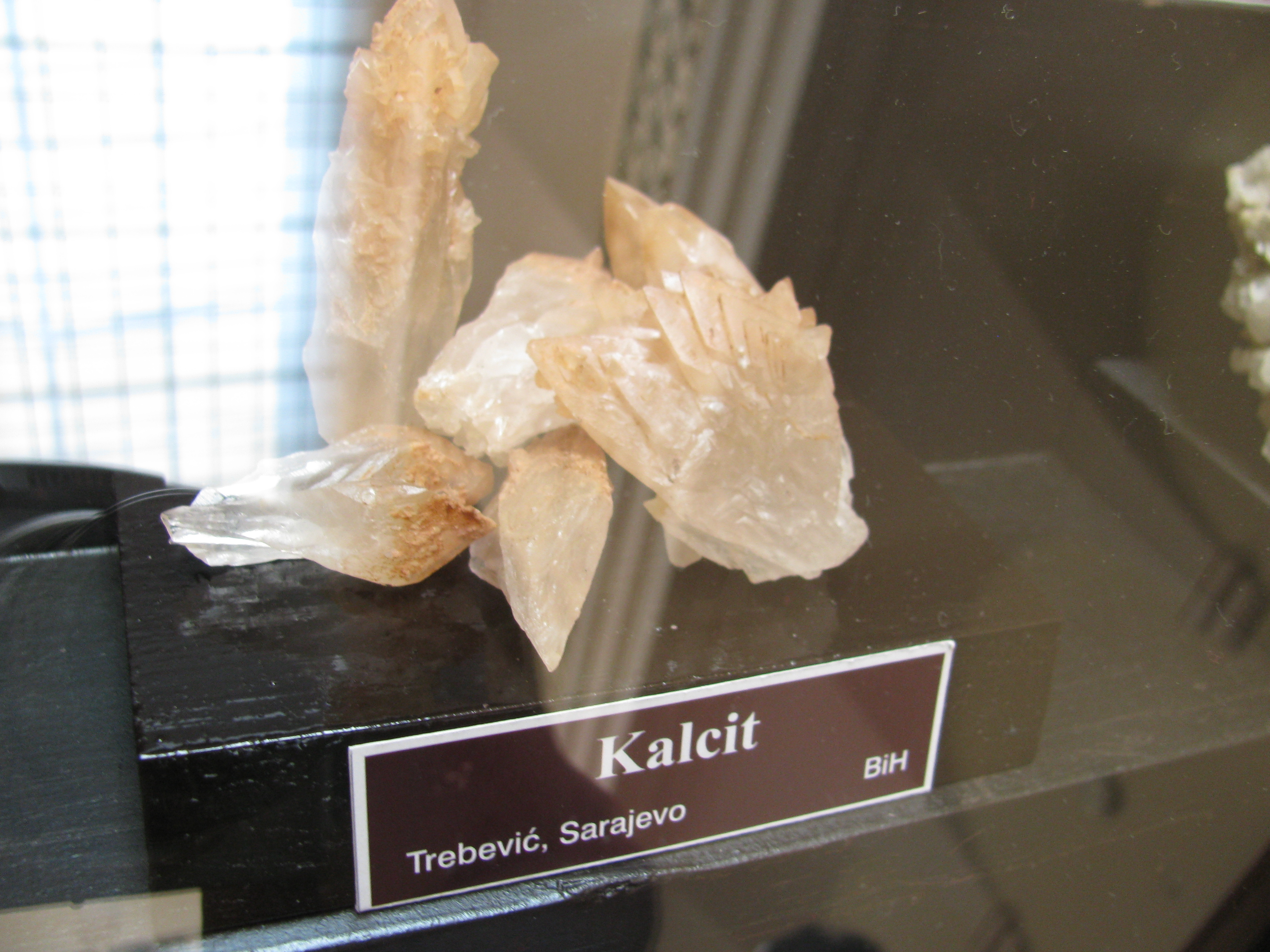
بلور کلسیت
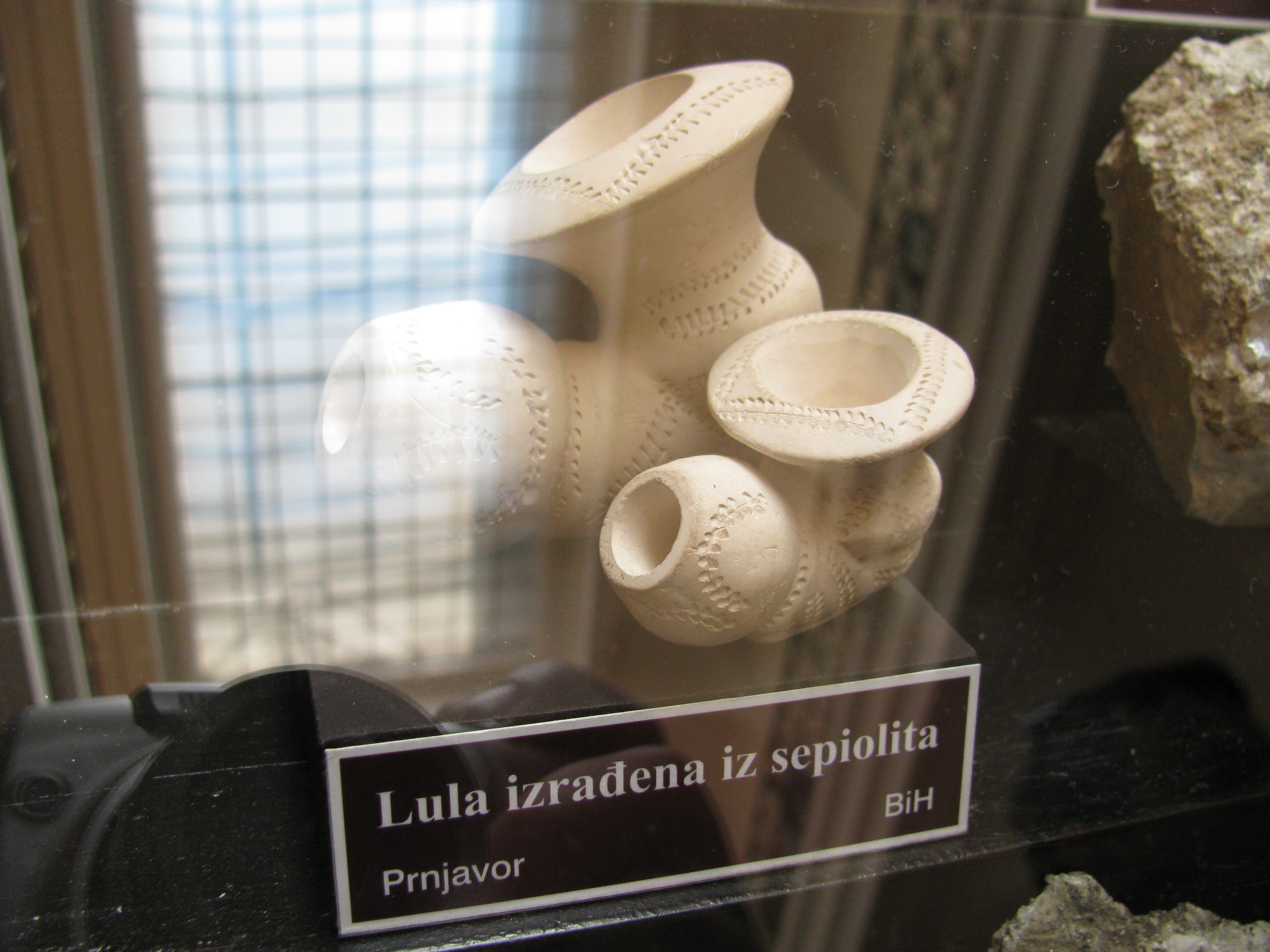
لوله دود ساخته شده از سپیولیت
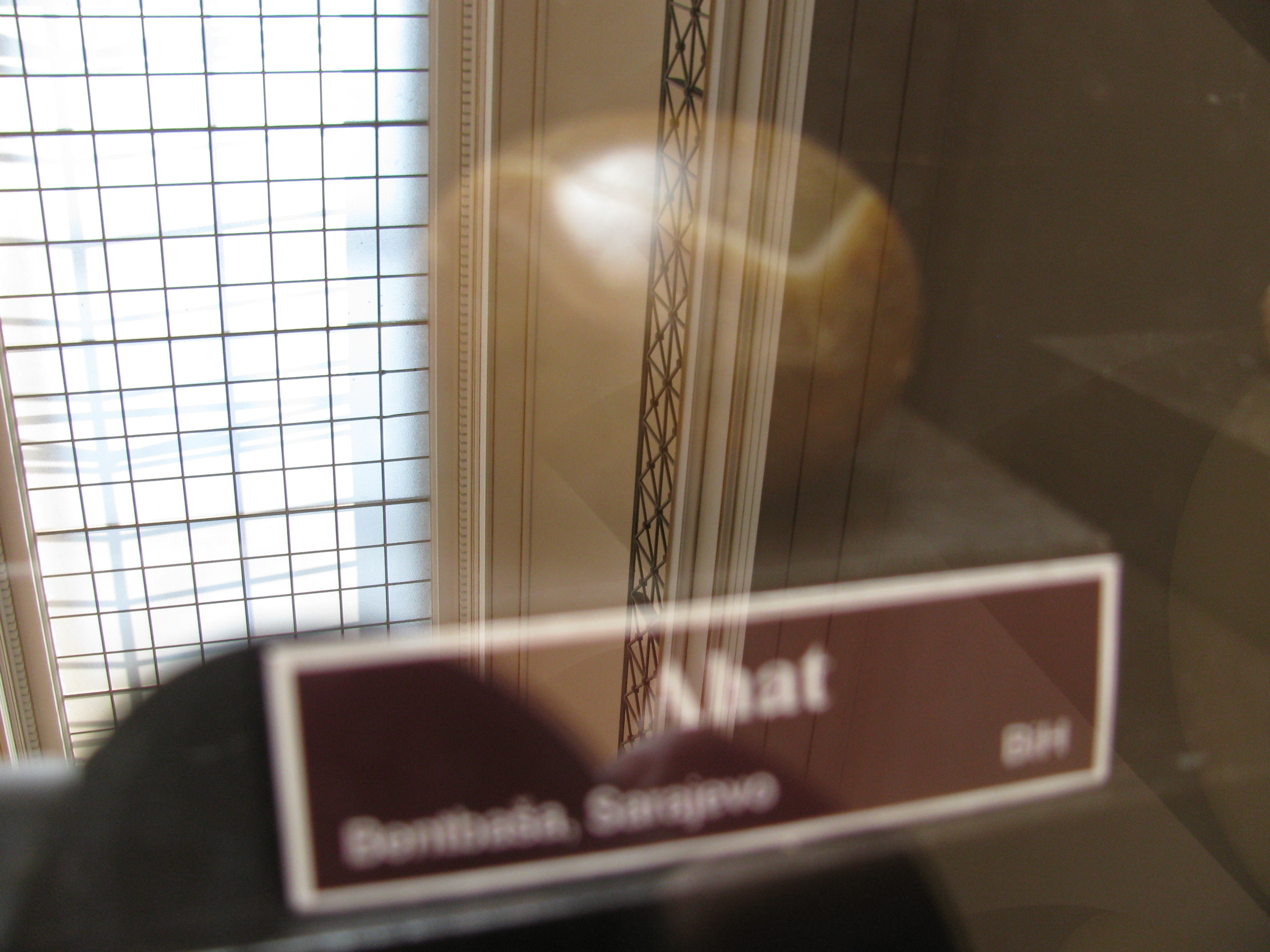
عقیق سارایوو
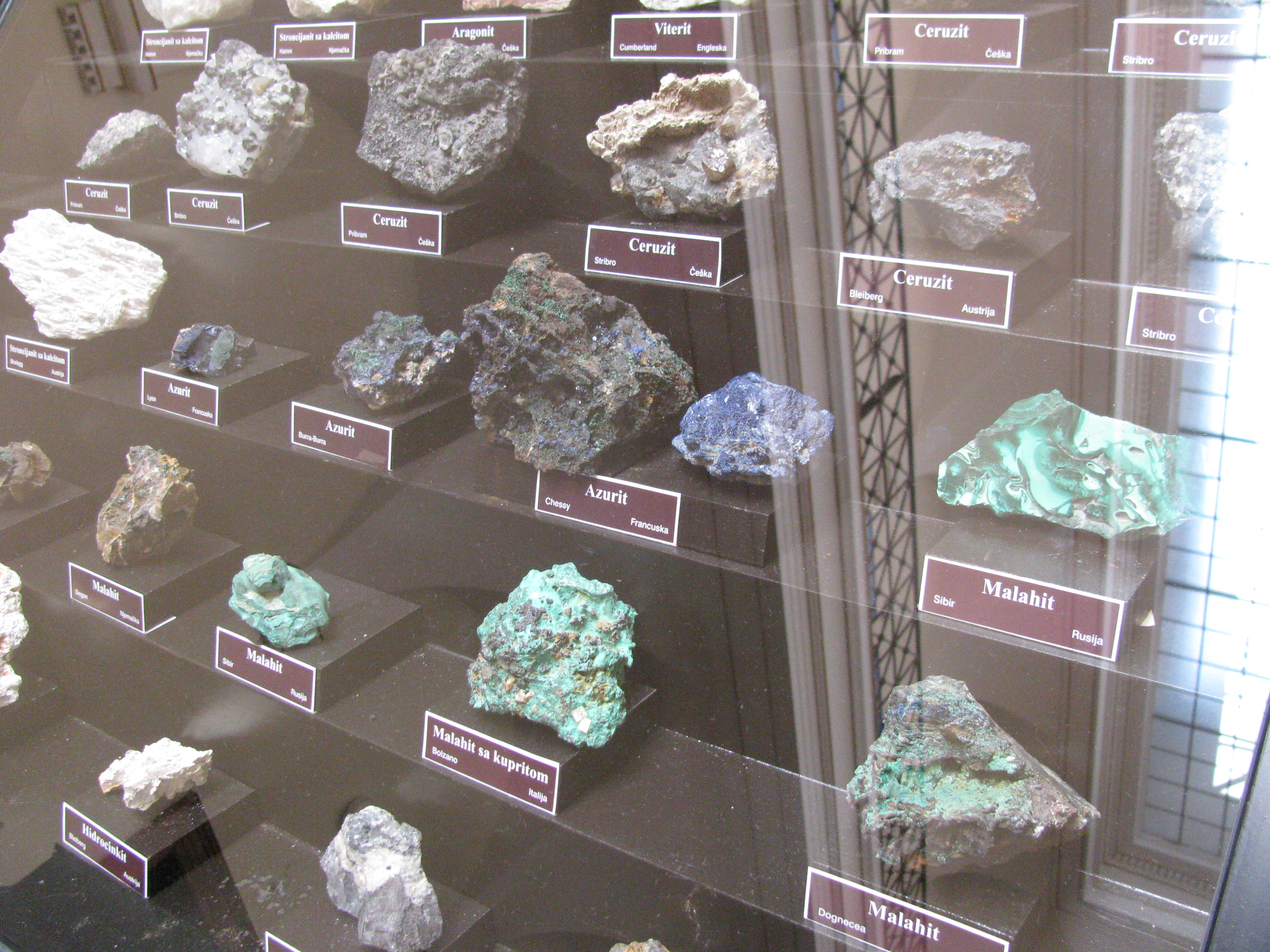
مواد معدنی موزه
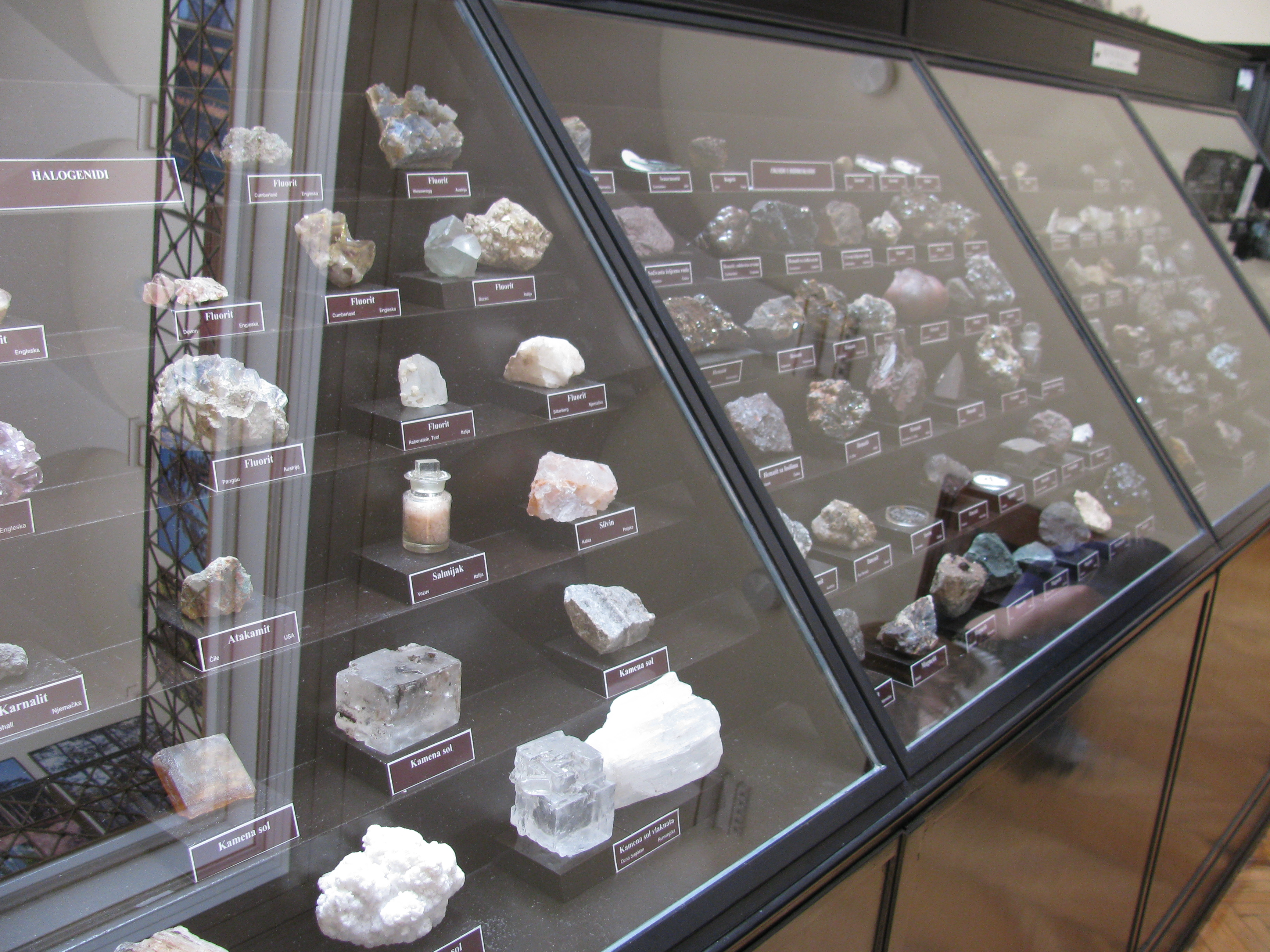
سنگ‌های موزه
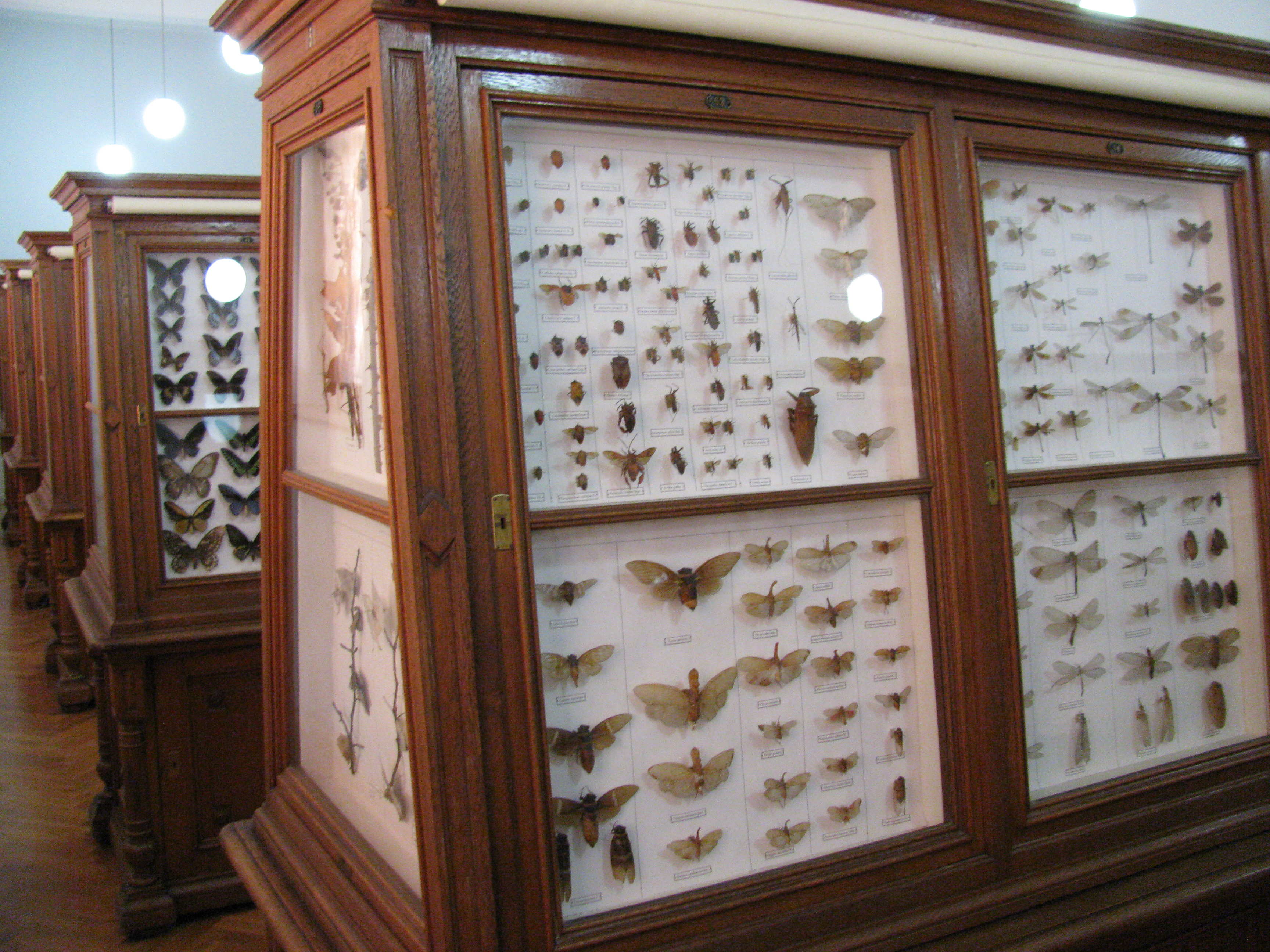
مجموعه پروانه‌ها
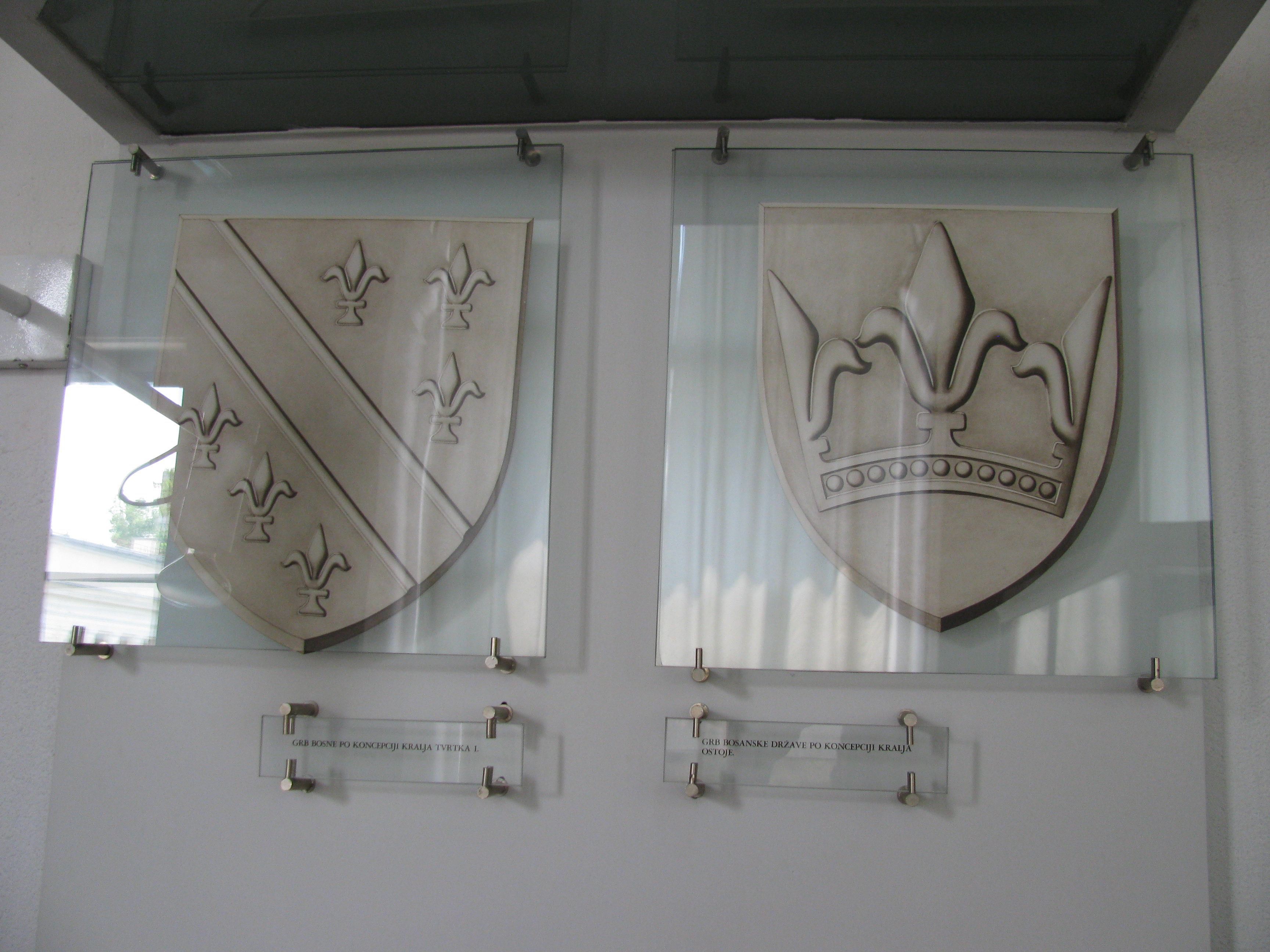
نشان پادشاهان بوسنی
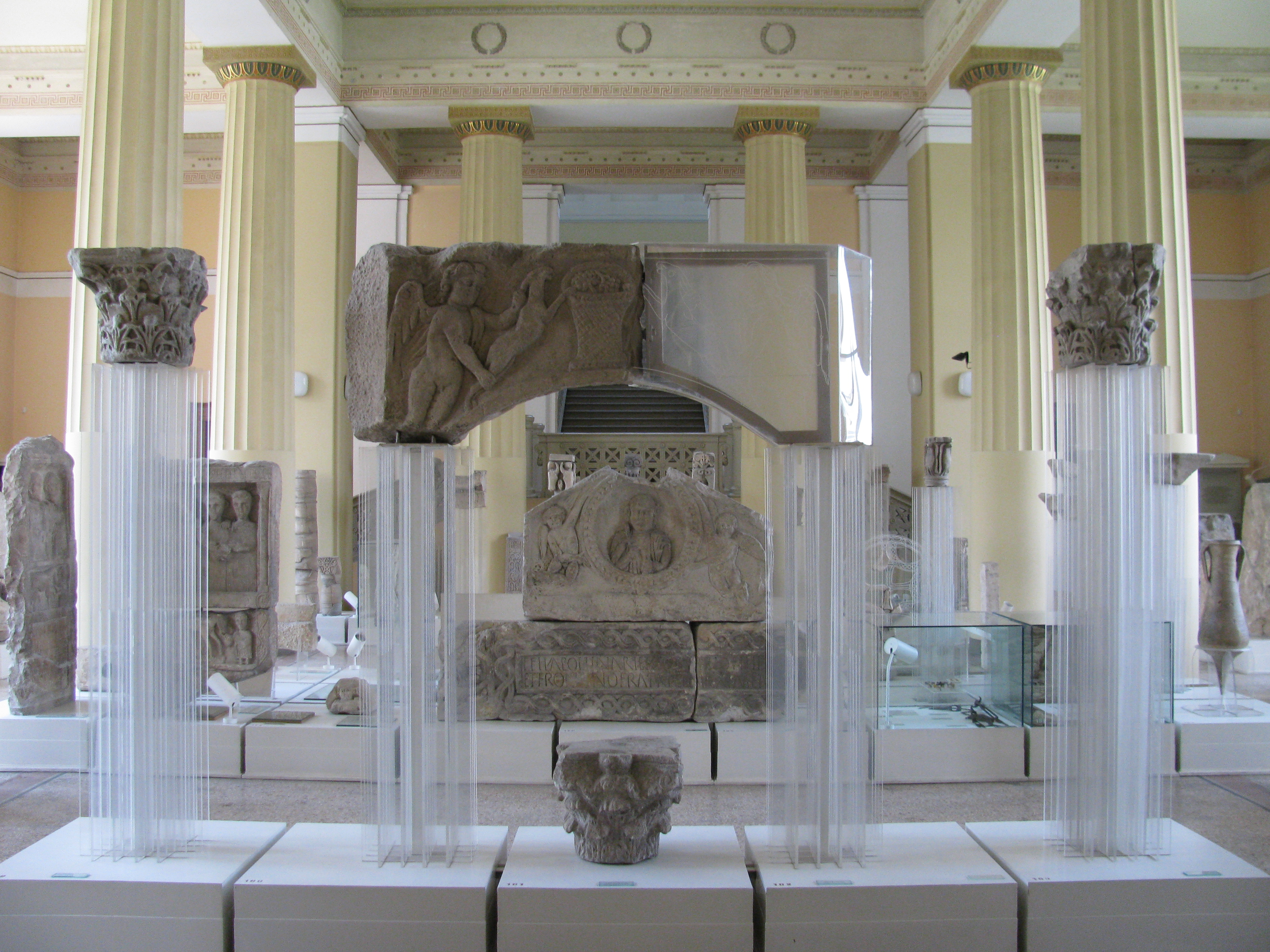
نمای داخلی موزه
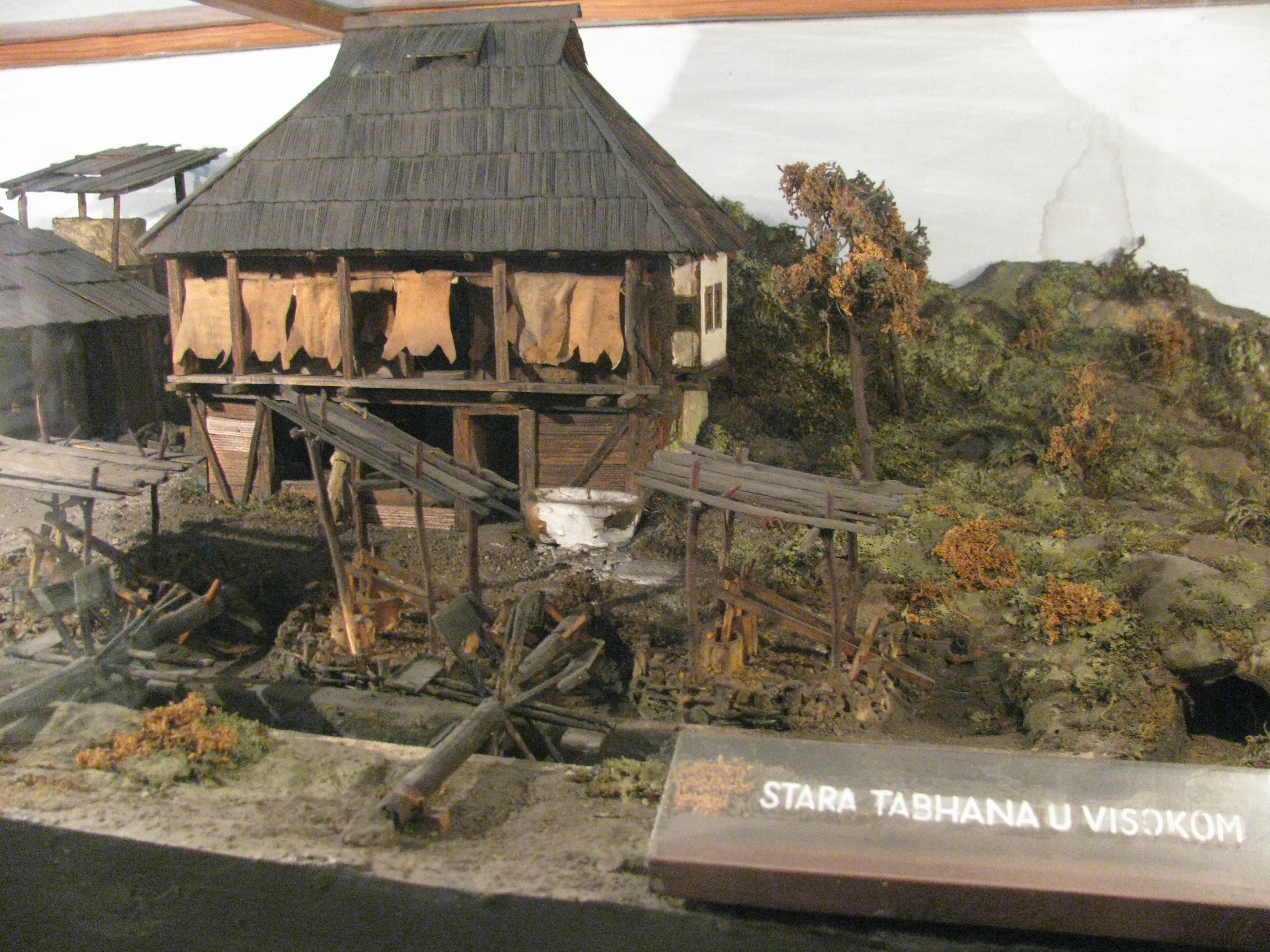
ویسوکو ساختمان سنتی بوسنی برای تولید چرم
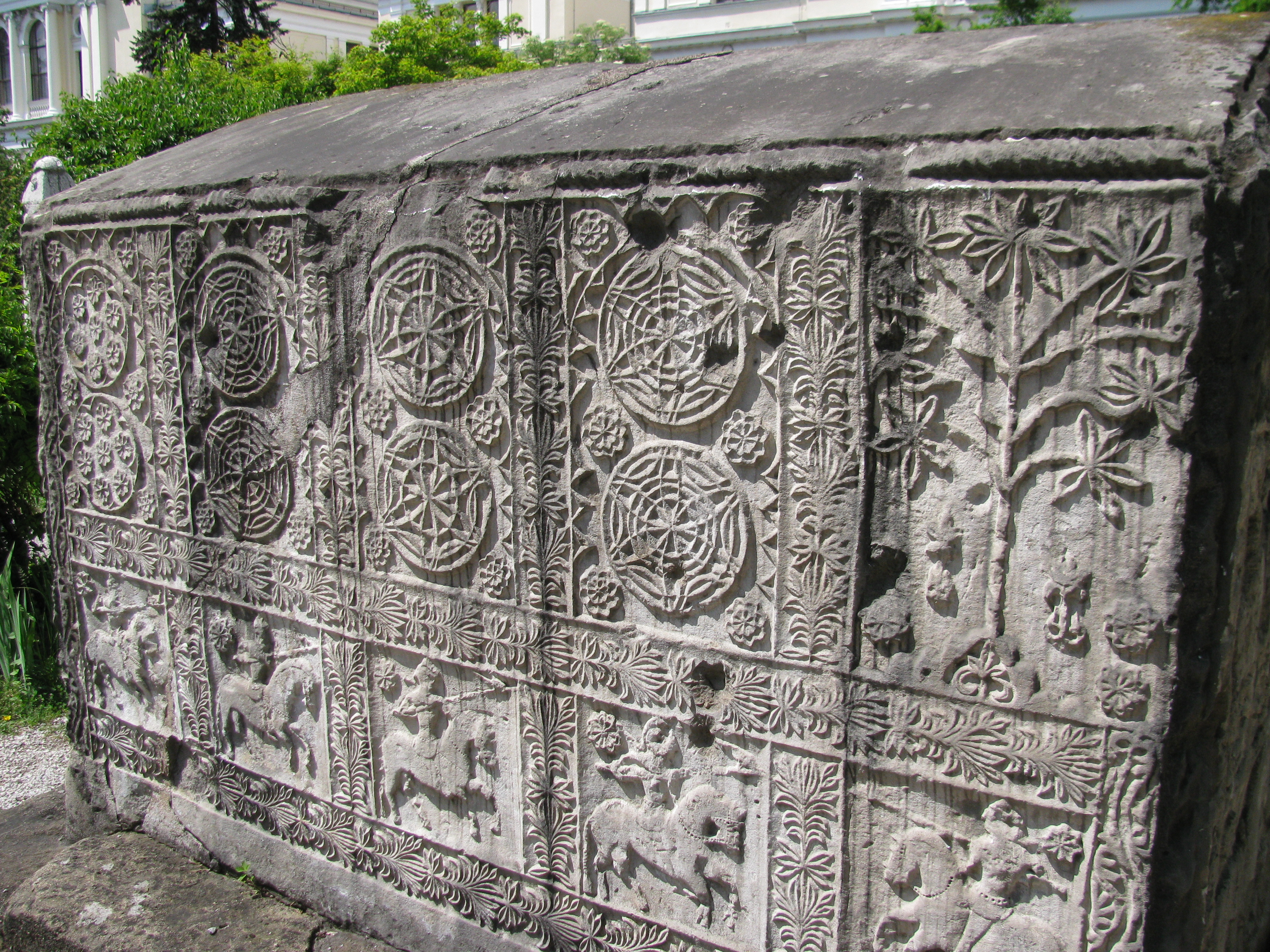
مقبره‌ای در موزه
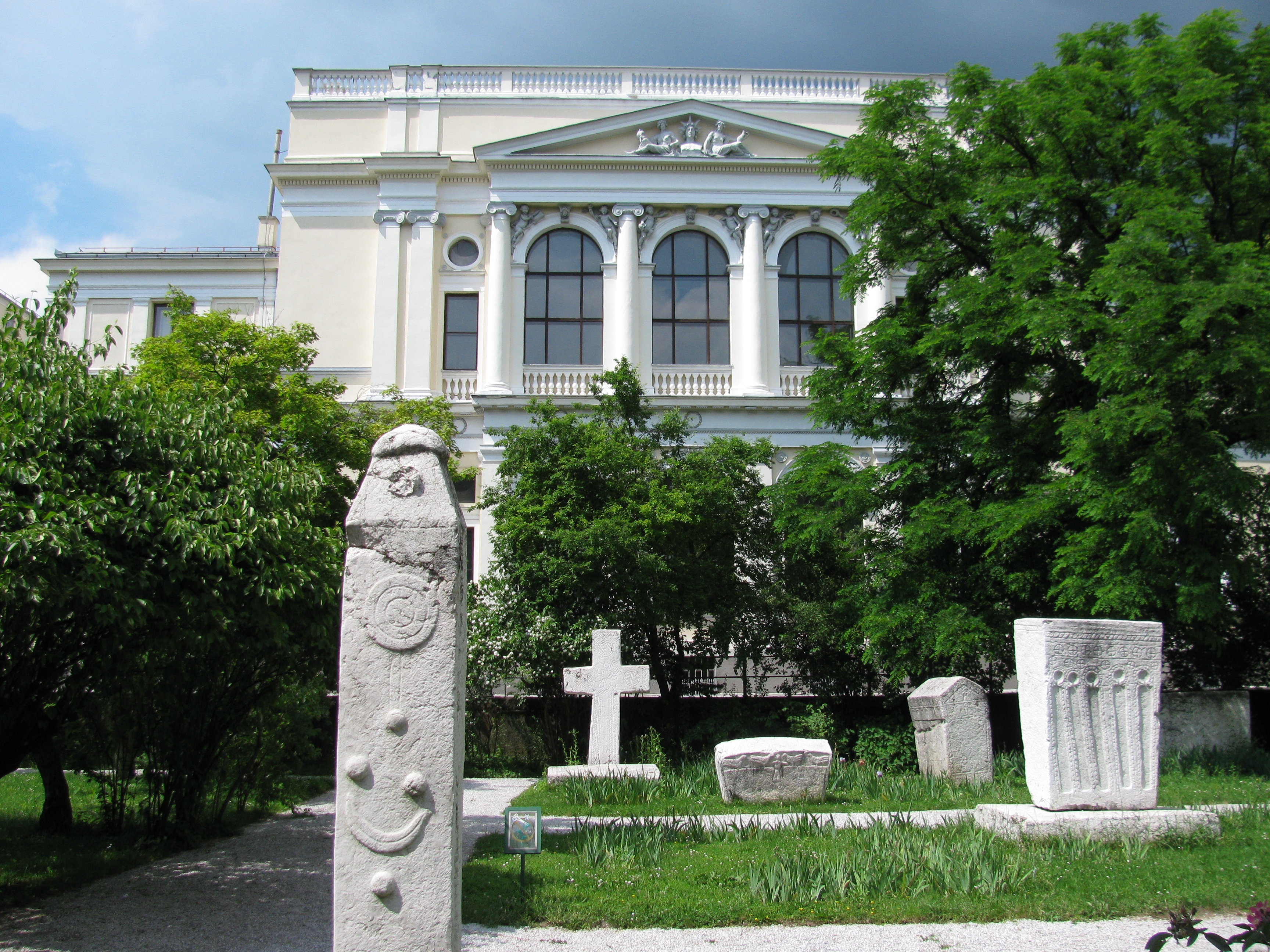
مقبره قرون وسطایی